# 大清河 (山东)
35°54′7″N 116°27′47″E / 35.90194°N 116.46306°E
大清河又称北沙河、盐河，是大汶河下游戴村坝至东平湖段的称呼，该河段起自山东省东平县彭集街道南城子村北侧的戴村坝，由东到西流经东平街道、彭集街道、州城街道、老湖镇在马口村流入东平湖，全长37.7公里。该河流为东平县境内的主要河流，是东平湖的主要补水河流:24-25。位于大清河起始位置的戴村坝有“北方都江堰”之称，为汶河与大清河的分界标识，现为省级文物保护单位。

## 名称
华夏“四渎”之一的济水的下游别称大清河，今东平县的大清河的名称来源于此，但今大清河历史上为济水支流而非济水故道。南宋时期，黄河夺淮入海，汶水成为济水的主要补水来源，汶水下游因此亦被称作大清河。大清河历史上也被叫做北沙河，大清河的下游亦叫盐河，得名于以往运盐船只多经过此河道:55。

## 历史沿革
今大清河河道并非古汶河下游河道。成书于秦汉时期的《水经》中称汶水自章县一直向西南流，在安民亭注入济水。据郦道元《水经注》，大汶河在桃乡分为四股。据清代学者蒋作锦考证，四股水中最北的一股（右汶）西流入济水，大致为今小清河；次北的一支在寿张故城东汇集为湖泊后注入济水，为龙拱河。
今天的大清河水道大致为汶水右岸支流漆沟的故道。漆沟发源于无盐城东北的阜山，向西流注入长直沟，长直沟则分成两股，一股直接注入济水、一股注入右汶。北宋咸平年间，黄河屡次决口，黄河的泥沙使得右汶入济水处淤塞，地势抬高，汶水分爲兩支，一支在州城城東夺取了漆沟故道下游入济、一支绕州城南，两条河在马口合流:420:23。1411年，工部尚书宋礼在戴村北筑戴村坝以拦截西流汶水，大汶河在戴村坝一分为二，水小时顺坝南趋进入小汶河以接济大运河、水大时则漫坝而西。大坝筑成之后，漫过戴村坝的汶水在龙崮西北夺取了漆沟上游河道，漆沟河道至此全部被汶水夺占，形成了今大清河河道。为相区别，原右汶故道至州城城南的河道后来被称南沙河或小清河，汶水夺取漆沟后的水道称北沙河或大清河。汶水夺漆后，原汶水下游的小清河、龙宫河水量减少，名存实涸。20世纪中期之后小汶河、小清河入水口先后被堵截，大清河成为汶河下游唯一水道:123-126。

## 水文与水系
大清河大致自东向西流。大清河从戴村坝开始，向西偏南流经南城子村北、北城子村南、孟寨村南、吴庄村南，在龙崮村折向西北，在后亭村和无盐村之间又折向西，经过尚流泽村北、李范村南、陈流泽北，在马流泽北转向西偏南，经过孙流泽、古台寺、鲁屯等村后，在大牛村转向西偏北，途径马庄村、路口村、单楼村、王台村，最终在州城街道马口村注入东平湖。
大清河河水流量受季节影响，汛期时流量约为1000立方米/秒，春冬时节流量通常在200立方米/秒以下:55。大清河为平原河道，河道宽400米至500米，河床比降为0.34‰:329。
大清河的主要支流为汇河和跃进河，均在右岸（北岸）注入。汇河为大清河最大的支流，在戴村坝以西、黄徐庄村南注入:421。跃进河在老湖镇王台村以南的王台闸注入大清河:329。1946年之前，大清河左岸有小汶河、龙宫河、小清河等岔流。龙宫河自戴村分出，汇入小清河；小清河则自龙崮分出，与龙宫河合流后于马口村再度汇入大清河。1946年后，小汶河、龙宫河、小清河入水口和位于马口的小清河出水口先后被堵截废除:420。
| 东平湖 跃进河 稻屯洼 大清河 明清东平州城 今东平县城 汇河 大汶河 戴村坝 小清河 |

## 交通
济广高速、105国道、243省道跨过大清河，并分别在河面上设有大清河大桥、流泽大桥和王台大桥。在戴村坝附近的南北城子村之间还有一座漫水桥。

## 水利及堤防

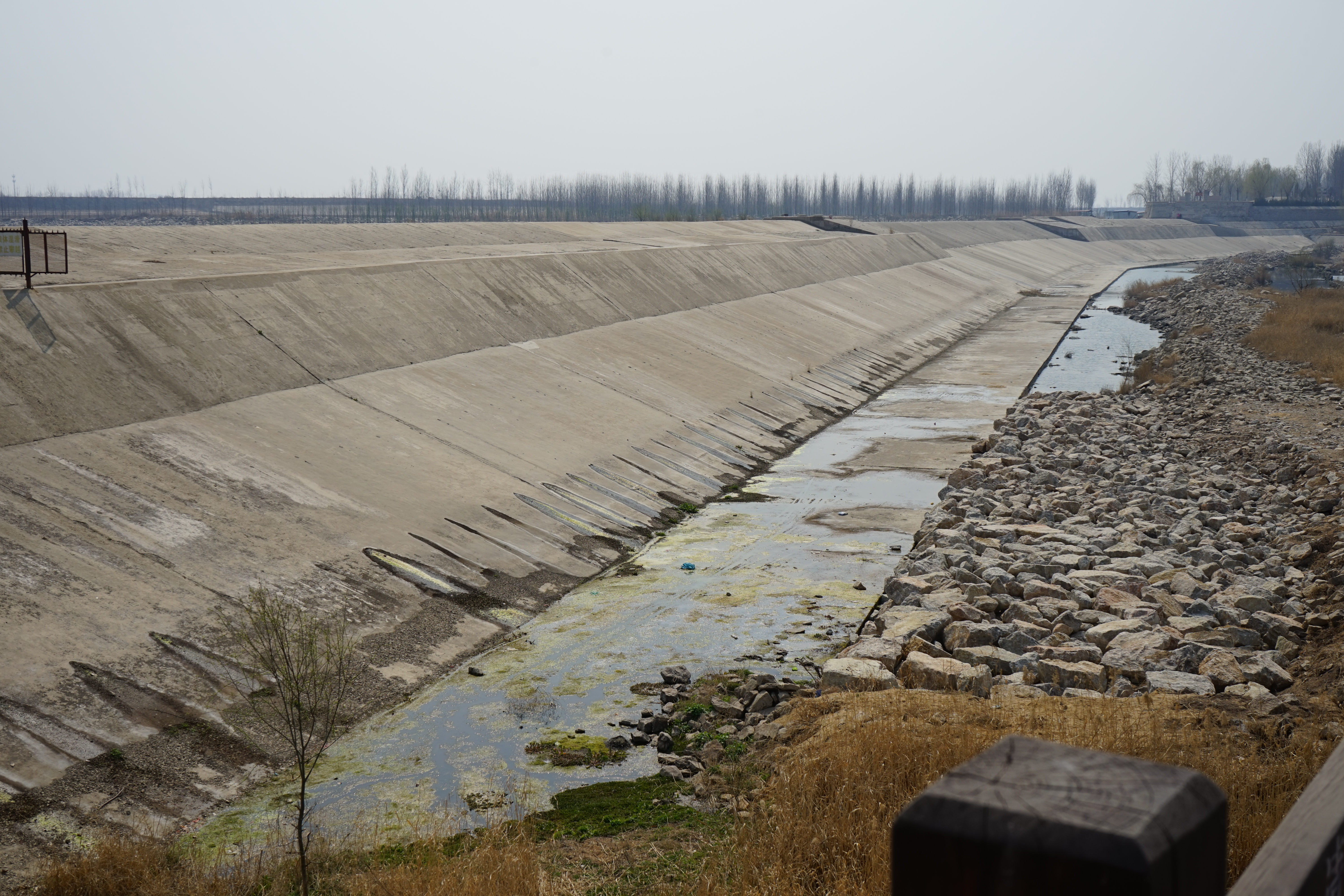
戴村坝

大清河两岸筑有高5米，宽6米的防洪堤，北堤东起韩山、西至王台桥，长17.8公里；南堤东起戴村坝、西至入湖口，长20公里:101。河北岸戴村坝至无盐村因地势较高而无河堤:55。
大清河上最著名的水利工程为戴村坝，戴村坝最初的作用是引汶水经小汶河接济大运河，同时拦截西流的汶水，减少大清河水量以防止大清河泛滥成灾。清末之后运河淤废、海运兴起，戴村坝失去济运的作用。中华人民共和国建立后废除了小汶河河道，戴村坝如今主要承担拦截汶河上游来沙、缓流、控制下游水位的功能:123-128。1992年戴村坝列入山东省省级文物保护单位。大清河两岸有众多的引水工程，用于提供农业及生活用水:129-131。